# 高屋奈月
高屋 奈月（たかや なつき、1973年7月7日 - ）は、日本の漫画家。女性。東京都出身。血液型はA型。
1992年、『花とゆめプラネット増刊』（白泉社）に掲載の「Born Free」でデビュー。以来、主に白泉社の『花とゆめ』『別冊花とゆめ』で活動。代表作『フルーツバスケット』は、2001年に同作で第25回講談社漫画賞少女部門を受賞。ほかの代表作に『翼を持つ者』、『星は歌う』、『リーゼロッテと魔女の森』など。

## 来歴
1991年に「SICKLY BOYは陽に弱い」が第178回花とゆめまんが家コース佳作を受賞。『別冊花とゆめ』（白泉社）に掲載される。翌1992年『花とゆめプラネット増刊』（白泉社）9月1日号に掲載された「Born Free」でプロデビューし、以降白泉社を中心に活動する。
1998年から2006年まで『花とゆめ』に「フルーツバスケット」を連載、2001年に第25回講談社漫画賞少女部門を受賞し、同年テレビアニメ化される。後に国外でも発売され、最も売れた少女漫画としてギネス・ワールド・レコーズにも記録される大ヒット作となる。同作連載中に脳神経の病気にかかり、療養のため休載し、約1年後に復帰した。広く腱鞘炎と噂されていたが、自身のTwitterにて「職業性ジストニア」により頭蓋骨に穴をあけた手術を行ったことをツイートしており、その部分だけ未だにハゲがあるとのこと。
「フルーツバスケット」の連載終了後も白泉社で作品を発表するかたわら、2008年にはNHK「みんなのうた」8月・9月の曲「手紙 〜拝啓 十五の君へ〜」（作曲：アンジェラ・アキ）のキャラクター原案を手がけている。
2013年11月、病気療養のため、「リーゼロッテと魔女の森」の長期休載を発表。12月にはブログを更新し以前患った職業性ジストニアの再発ではないことを明かした。
2015年9月、花とゆめONLINE（花LaLa onlineを経て現マンガPark）で「フルーツバスケット another」を連載を開始。
2021年11月、東京都の西武池袋本店別館2階の西武ギャラリーにて、画業30周年に向けた展示イベント「フルーツバスケットの世界展〜高屋奈月画業30周年へ〜」を開催。『フルーツバスケット』を軸とした高屋の作品が展示された。

## 作品リスト

### 漫画
幻影夢想
1994年 - 1997年、『花とゆめプラネット増刊』及び『花とゆめステップ増刊』に掲載。（全5巻、文庫版全3巻）
翼を持つ者
1995年 - 1998年、『花とゆめ』に連載。近未来SF。（全6巻、文庫版全3巻）
僕が唄うと君は笑うから
1998年、『花とゆめ』に掲載。短編。同名の短編集が1999年に刊行された。
フルーツバスケット
1998年 - 2006年、『花とゆめ』に連載。2004年に日本語解説付きの英語版がTOKYOPOPから刊行された。（全23巻）
星は歌う
2007年 - 2011年、『花とゆめ』に連載。（全11巻）
リーゼロッテと魔女の森
2011年 - 、『花とゆめ』に連載（2015年9月現在、休載）。
フルーツバスケット another
2015年 - 2020年、『花とゆめONLINE』に連載（全4巻）。
かくも小さき世界にて
2023年 - 、『マンガPark』に連載中。

### 画集
- 高屋奈月画集『フルーツバスケット』（2004年、白泉社）

### ファンブック
- 『フルーツバスケット キャラクターブック』（2001年、白泉社）
- 『フルーツバスケット ファンブック〔猫〕』（2005年、白泉社）
- 『フルーツバスケット ファンブック〔宴〕』（2007年、白泉社）

## その他
- 『手紙 〜拝啓 十五の君へ〜』（歌：アンジェラ・アキ、NHKみんなのうた、2008年8〜9月新曲）アニメーション原画[10]。

## 関連書籍
- 『フルーツバスケット恋愛心理分析書』（青木幸子、2001年、フットワーク出版）
- 『フルーツバスケット恋愛チェックBOOK』（渡辺水央、2003年、フットワーク出版）